# Paris Expo Porte de Versailles
Il Paris Expo Porte de Versailles è un polo fieristico che si estende sui territori del quartiere Saint-Lambert del XV arrondissement di Parigi e dei comuni di Issy-les-Moulineaux e Vanves, nel dipartimento di Hauts-de-Seine.

## Storia
Il polo fieristico venne aperto nel 1923, con lo scopo di ospitare la fiera di Parigi che fino a quel momento si era tenuta al Champ-de-Mars. Nel 1937, in occasione dell'Expo 1937, venne realizzato l'ingresso con le quattro torri progettato da Louis-Hippolyte Boileau e Léon Azéma. Nel 1970 fu inaugurato il padiglione 7, che con una superficie di 72 000 m² aumentò del 50% l'area espositiva totale. Tra il 1996 e il 2006 i padiglioni 4 e 5 vennero ricostruiti.
Nel 2013 Viparis, che si occupa della gestione del polo fieristico, ha annunciato un vasto piano di rinnovamento suddiviso in tre fasi e della durata di 10 anni. La prima fase, iniziata nel 2015 e completata nel 2017, ha interessato l'area di ingresso e i padiglioni 1 e 7; la seconda fase, durata dal 2017 al 2019, ha incluso la ricostruzione del padiglione 6, la demolizione del padiglione 8 e la creazione di due nuovi hotel; la terza fase, iniziata nel 2020 e con completamento previsto nel 2024, riguarderà i padiglioni 2 e 3. La fiera sarà anche la sede della Tour Triangle.

## Padiglioni
La fiera è di proprietà del comune di Parigi ed è gestita dalla società Viparis, composta dall'azienda franco-olandese Unibail Rodamco Westfield e dalla Camera del commercio e dell'industria della regione Parigi-Île-de-France. Il polo fieristico si estende per un totale di 217 590 m², suddivisi in 7 padiglioni:
| Padiglione 1 | Padiglione 2 | Padiglione 3 | Padiglione 4 | Padiglione 5 | Padiglione 6 | Padiglione 7 |
| ------------ | ------------ | ------------ | ------------ | ------------ | ------------ | ------------ |
| 44 882 m²    | 27 278 m²    | 22 421 m²    | 19 236 m²    | 18 205 m²    | 15 330 m²    | 70 238 m²    |

## Eventi e fiere

Il logo ufficiale del Paris Expo Porte de Versailles.

- Salone dell'automobile di Parigi – dal 1962
- Rétromobile – dal 1976
- Salone del libro di Parigi  – dal 1992
- Paris Games Week – dal 2010
- 69º Congresso FIFA – 5 giugno 2019
- Giochi della XXXIII Olimpiade – dal 25 luglio all'11 agosto 2024, tornei di pallavolo (padiglione 1) e tennistavolo (padiglione 4), fase preliminare del torneo di pallamano e competizioni di sollevamento pesi (padiglione 6);[7]
- XVII Giochi paralimpici estivi – dal 29 agosto al 7 settembre 2024, gare di boccia (padiglione 1), tennistavolo (padiglione 4) e goalball (padiglione 6).[8]